# Sarmates

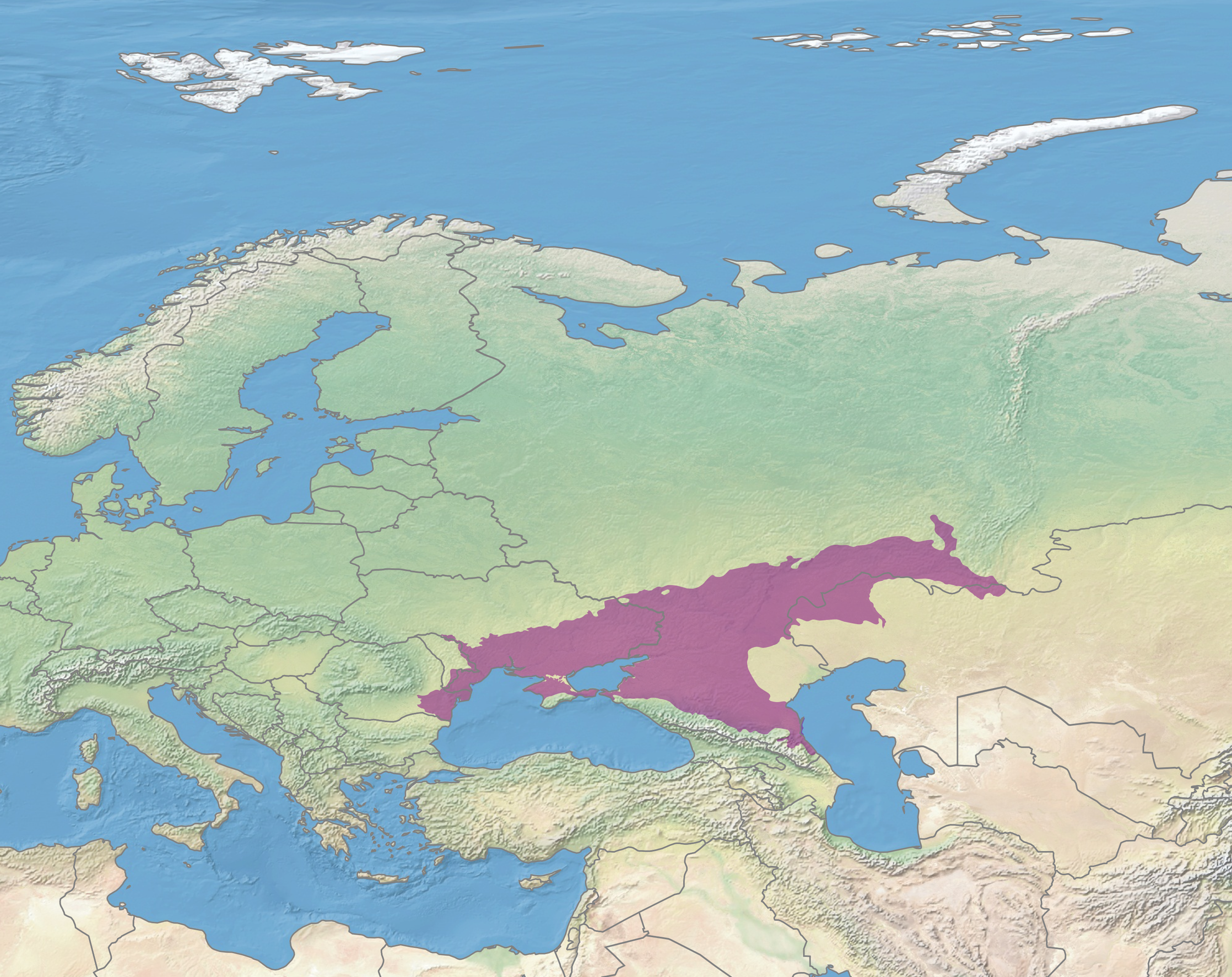
Steppe pontique

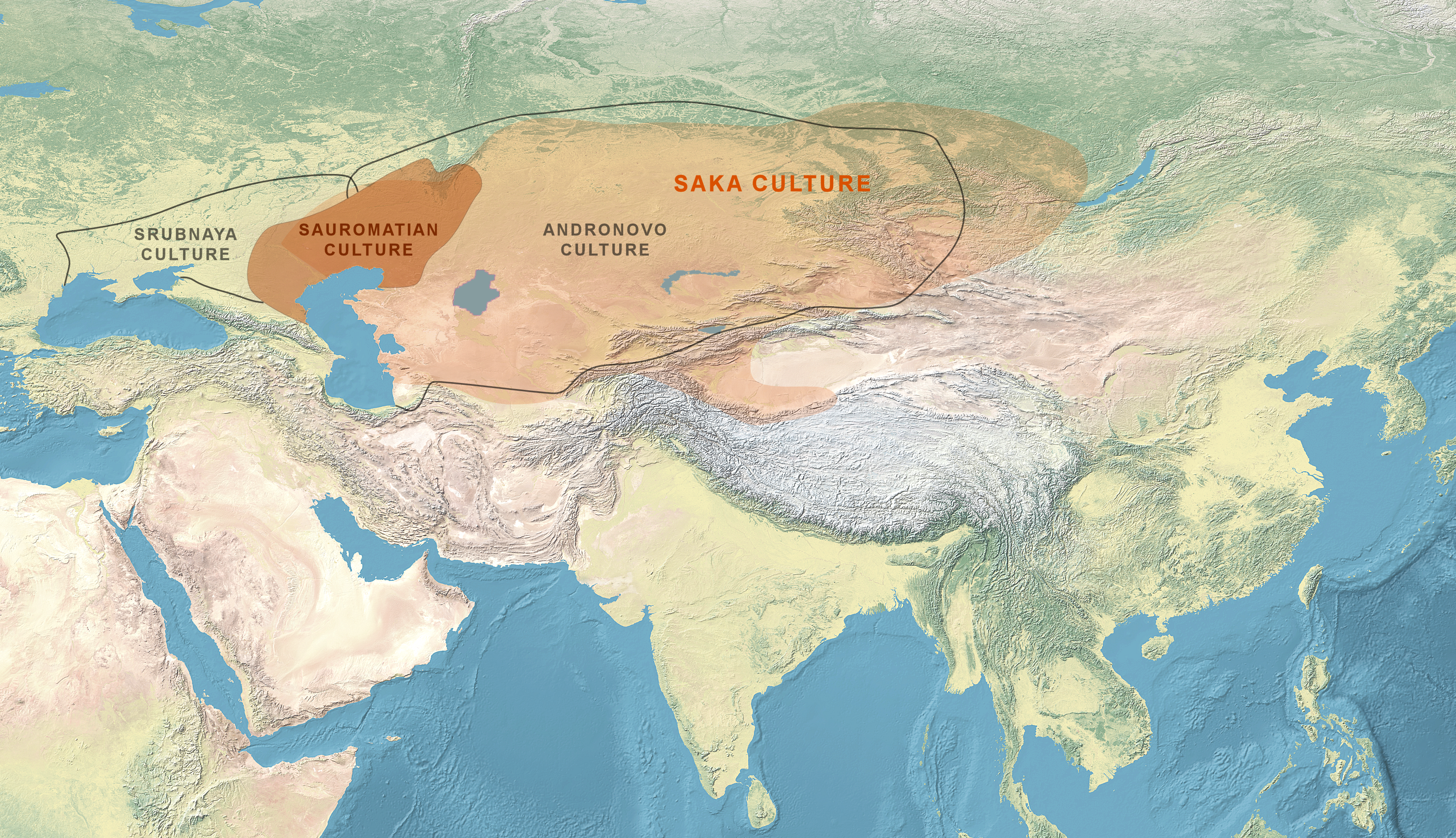
Formation des Sauromates

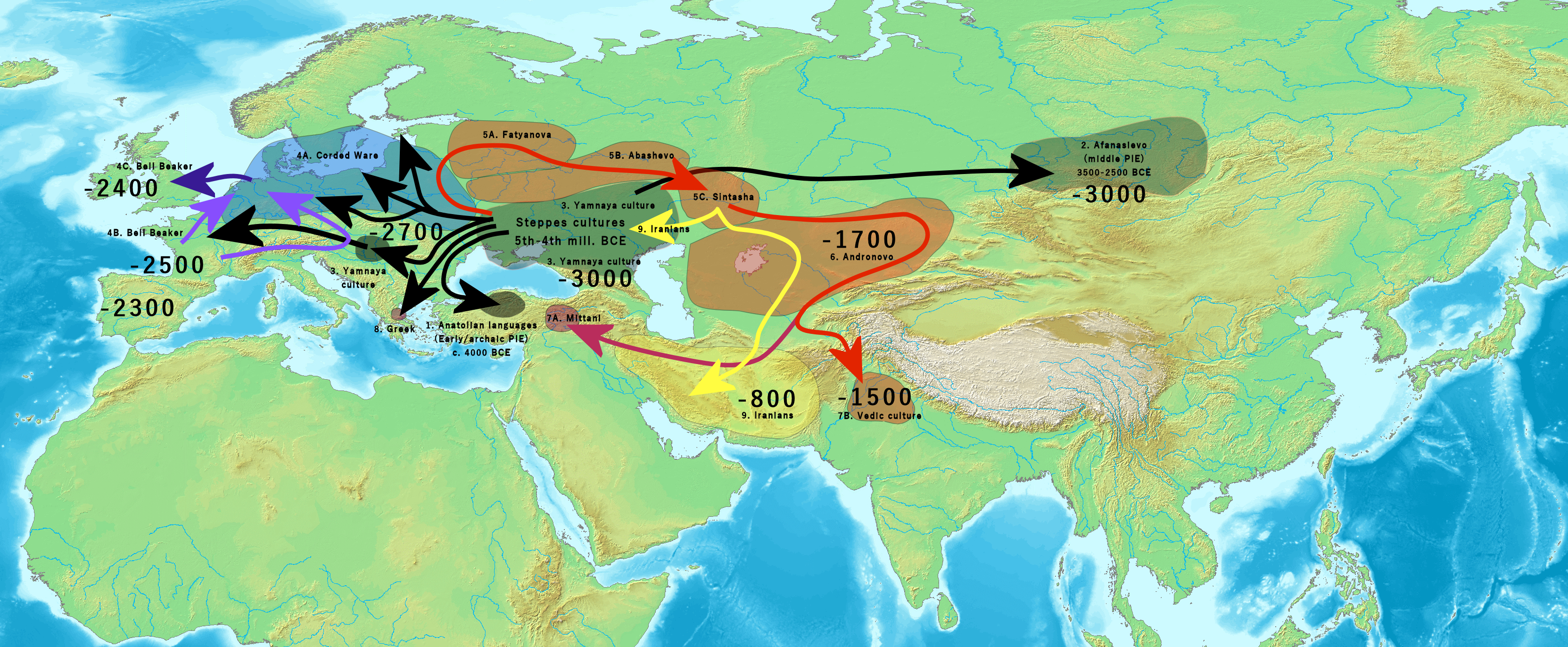
Premières migrations indo-européennes depuis la steppe pontique

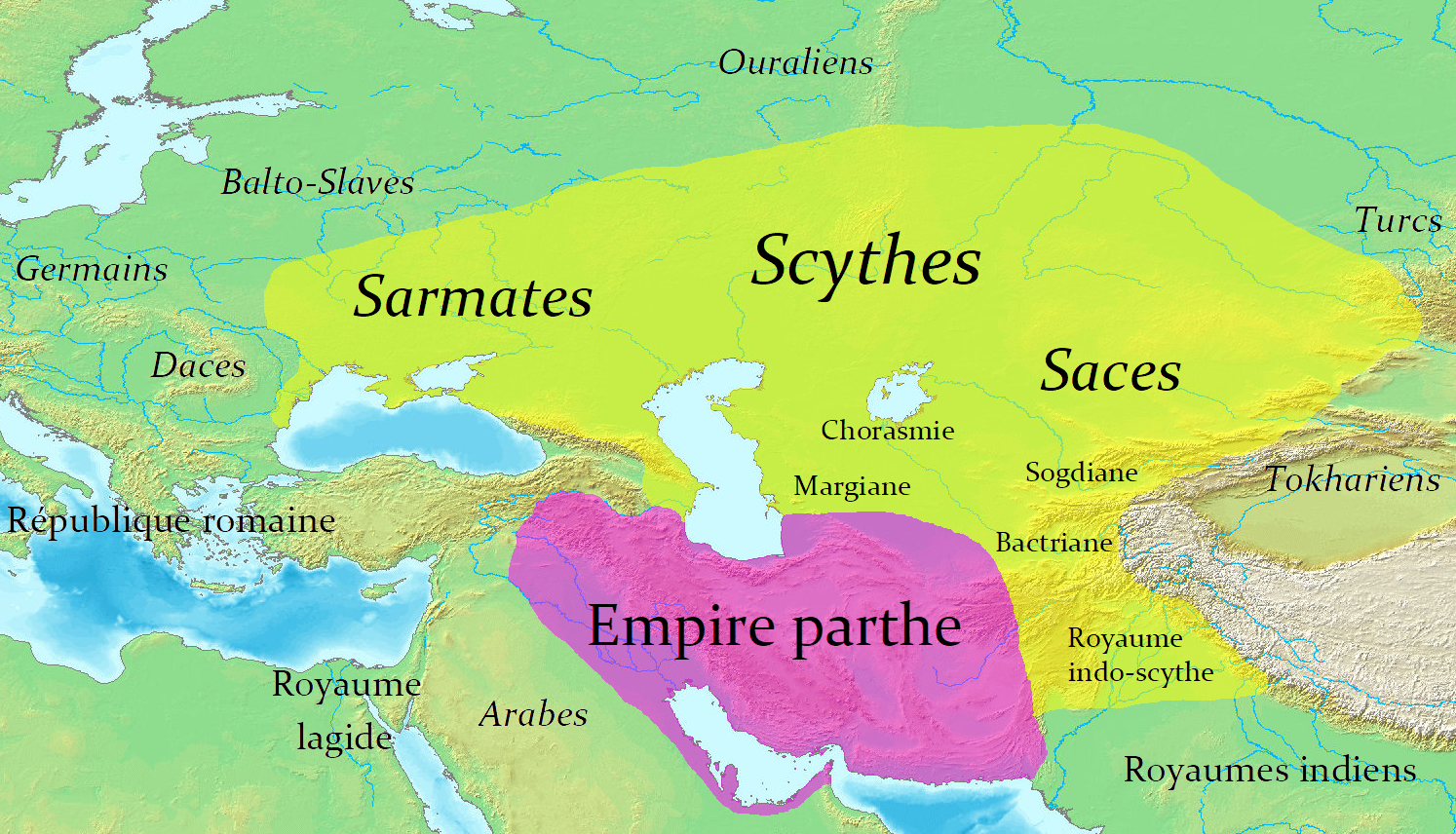
Carte de la Scythie en 100 av. J.-C.

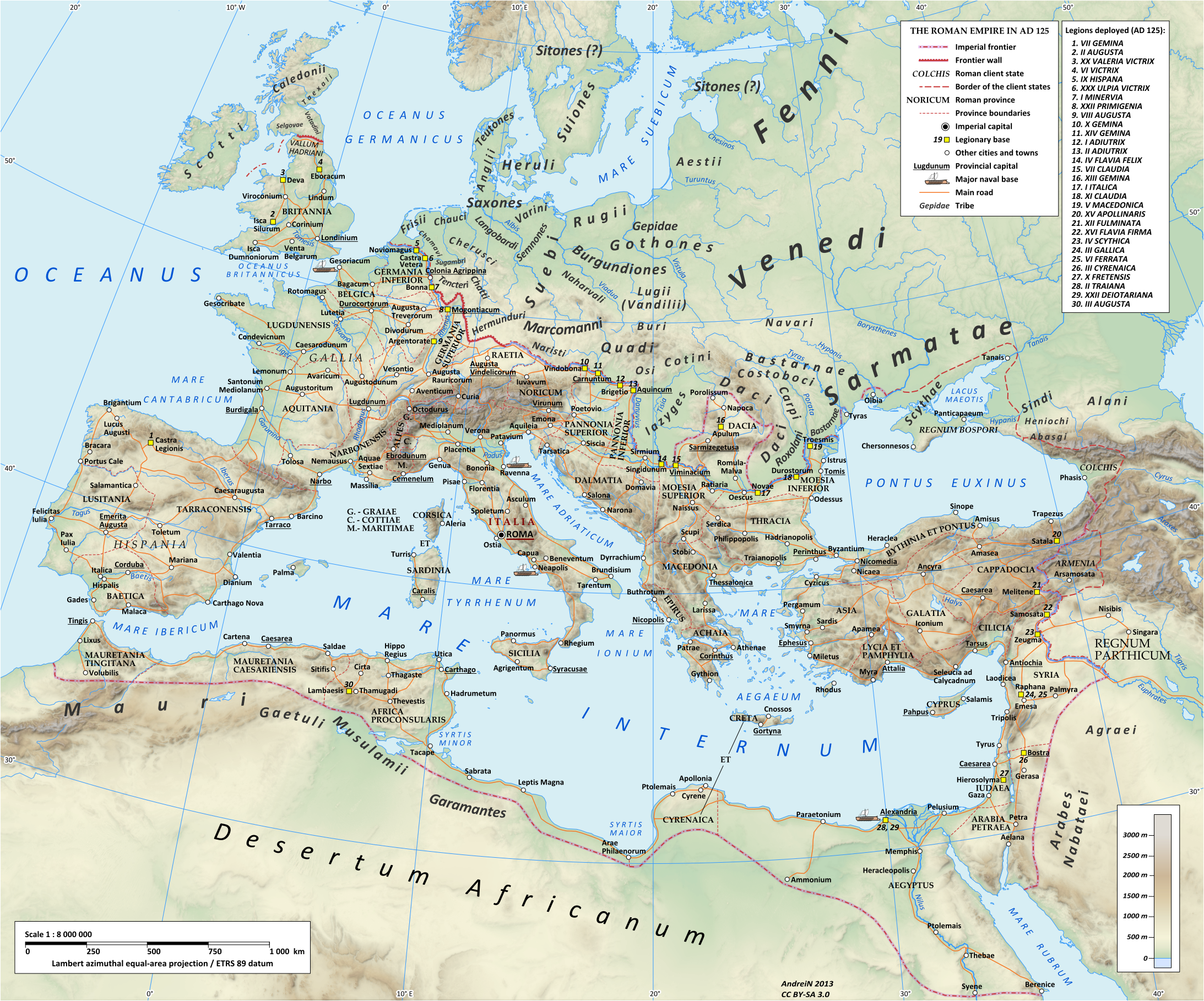
Carte de l'Empire romain vers 120-130

Les Sarmates (Sauromates pour les Sarmates protohistoriques) sont un ancien peuple cavalier scythique de nomades de la steppe pontique, appartenant sur le plan ethno-linguistique au rameau iranien oriental septentrional du grand ensemble indo-européen. Ils sont signalés à l'origine entre les fleuves Tanaïs et Daïkos (actuellement le Don et l'Oural).

## Étymologie
Le nom de Sauromates, employé par Hérodote, pourrait provenir du grec sauros, « lézard »  par allusion à leurs armures à écailles, mais cette interprétation est contestée et des étymologies iraniennes ont aussi été proposées : Harold Walter Bailey (1899-1996) envisage l'avestique sar- (« bondir ») proche de l'ancien iranien tsarati, tsaru- (« chasseur ») et Oleg Troubatchev rapproche ce nom du mythe des Amazones en suggérant l'indo-aryen *sar-ma(n)t (« puissance des femmes »), de l'indo-iranien *sar- (« femme ») avec le suffixe -ma(n)t/wa(n)t (« fort »).

## Géographie
La Sarmatie se trouvait dans une vaste région naturelle, que les géographes actuels nomment « steppe pontique », et qui avait pour limites au nord des terres couvertes de forêts inconnues des Anciens, à l'ouest la Vistule qui cependant ne traçait pas une limite certaine entre les populations sarmates et germaniques (dont quelques-unes s'étendaient assez loin à l'est de ce fleuve), au sud le Pont-Euxin (mer Noire, où ils étaient en contact avec les Grecs) et à l'est une limite variable fluctuant entre les fleuves Rá (Ρά), ancien nom de la Volga, ou Lycus selon certains auteurs antiques, et Daïkos (Δάικος), ancien nom de l'Oural.
La Sarmatie comprenait ainsi une grande partie des contrées de la Scythie, nom donné aux actuelles Ukraine et Russie méridionale au temps de l'expédition perse de Darius Ier en 513 avant notre ère. Selon Lucien de Samosate, le fleuve Tanaïs (Don) délimitait les territoires des Scythes et des Sauromates.
La Sarmatie à l'ouest du fleuve Tanaïs accueillit la grande migration des Goths du IIIe siècle. Parmi les peuples sarmates qu'ils assujettirent, on distinguait les Roxolans et les Iazyges, ainsi que la confédération celto-germanique des Bastarnes.
La Sarmatie située au nord du Caucase occupait l'espace compris entre le Pont-Euxin (mer Noire), le liman Méotide (mer d'Azov), le Tanaïs à l'ouest et la mer Caspienne à l'est ; elle s'étendait au nord jusque vers l'endroit où le Tanaïs se rapproche le plus du fleuve du Rá, soit l'actuelle oblast de Volgograd en Russie.

## Histoire
L'histoire des Sarmates est connue indirectement par les historiens grecs puis romains contemporains et grâce à de nombreux témoignages archéologiques ou toponymiques.

### Mythe des Amazones
Dès Hérodote, les Sarmates sont associés à la légende des Amazones : selon lui, les Sauromates descendent d'Amazones qui se seraient accouplées avec des Scythes, peuple voisin ; cette légende s'inspire peut-être de la place des femmes sauromates de rang princier dans leur société : les fouilles de leurs tombes, richement décorées et dotées d'armes, corroborent cette idée pour les VIe et Ve siècles av. J.-C.. Eustathe de Thessalonique, commentant la Description de l'Univers de Denys le Périégète, et à sa suite Thomas de Pinedo, éditeur de l'encyclopédiste Étienne de Byzance, s'efforcent de réconcilier les récits historiques d'Hérodote avec ceux de Diodore de Sicile selon lequel les Amazones prirent le nom de « Sauromatides »,.

### Origines
Selon Hérodote, les Sarmates protohistoriques s'allient au roi scythe Idanthyrse pour résister à l'expédition perse de Darius Ier en Scythie (vers 513 av. J.-C.). On sait que tous ces peuples parlaient des langues iraniennes  mais on n'en sait pas plus sur leurs origines, ce qui a laissé le champ libre à diverses hypothèses allant d'une migration depuis l'Asie centrale par la steppe eurasienne durant l'âge du bronze, à une évolution sur place depuis le néolithique, l'un n'excluant pas l'autre.
Selon Pline l'Ancien, qui cite Eudoxe (probablement Eudoxe de Cnide), les Sarmates historiques sont un peuple riverain du Don (Tanaïs), voisin oriental des Scythes. Ils seraient donc apparus au IVe siècle av. J.-C. et s'étendent depuis l'Oural au détriment des Scythes européens. C'est aux IIIe et IIe siècles av. J.-C. que les Sarmates supplantent ces derniers en Ukraine. Leur poussée vers l'ouest se poursuit jusqu’au Ier siècle : on trouve leurs traces de la mer Baltique jusqu'à la mer Caspienne.
À partir du Ier siècle av. J.-C., alors qu'ils dominent la steppe européenne, Strabon et Pline l'Ancien distinguent plusieurs (quatre ?) tribus sarmates, les Iazyges (entre le Danube et Dniepr), les Roxolans (à l'est du Dniepr), les Siraques et les Aorses (à l'est du Don).
Une étude de paléogénétique publiée en 2021 suggère que les individus associés à la culture sarmate sont très homogènes bien qu'ils soient répartis sur une vaste zone géographique et une large période. Les nouvelles données étudiées de sept premiers sites sarmates du centre et de l'ouest du Kazakhstan (vers 450 av. J.-C.) montrent que ce pool de gènes était déjà répandu dans cette région au cours des premières phases de la culture sarmate. De plus, les Sarmates montrent une nette discontinuité par rapport aux autres groupes des steppes de l'âge du fer en formant un cluster déplacé vers les Eurasiens occidentaux.

### Période romaine

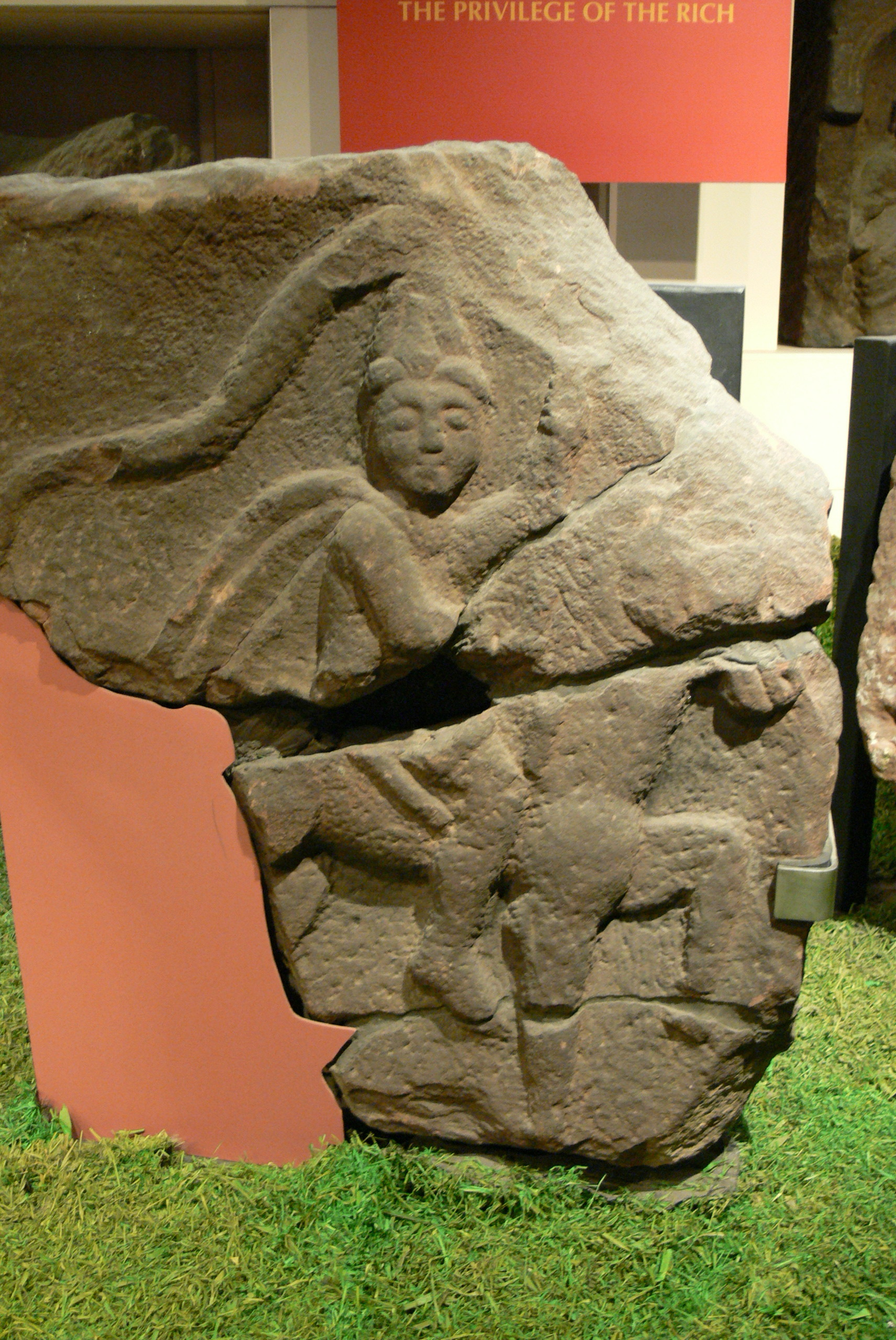
Pierre tombale d'un cavalier sarmate stationné en Grande-Bretagne, musée Grosvenor, Chester.

Certains groupes de Sarmates obtiennent de Rome le statut de fédérés (alliés pouvant résider dans l'empire contre service militaire, par fœdus, traité) pour protéger les camps situés sur la voie Agrippa sur l'axe Rome-Boulogne-sur-Mer tels que celui de Cora dans l'Yonne. Au vu de la toponymie (lieux-dits, habités ou non, du type Sarmasse, Sermesse, Sarmatt, … ), la sécurité des voies romaines secondaires de Gaule aurait été confiée à des groupes de Sarmates.
À la suite de nombreuses confrontations avec l’Empire romain, des lanciers sarmates sont recrutés par Rome au cours du IIe siècle. Ainsi en 175 de notre ère, après leur défaite dans les guerres marcomanes, Marc Aurèle enrôle la cavalerie sarmate dans les légions romaines et déploya 5 500 soldats sarmates en Grande-Bretagne, comme le rapporte l'historien contemporain Dion Cassius. L'intégration de ces unités auxiliaires se traduit par l’adoption de l'armement et des techniques militaires steppiques ainsi que par la création d'unités spécialisées (la colonne Trajane montre les lanciers cataphractaires sarmates en train de combattre contre leurs voisins du sud-ouest, les Daces). 
À partir du IIIe siècle, une partie des Sarmates se soumet aux Goths. Dès lors, ils appartiennent à une coalition de peuples germaniques et non-germaniques, connue sous le nom de « culture de Tcherniakhov » (aussi appelée « culture Sânta Ana de Mureș » par les archéologues roumains). À la fin du IVe siècle, sous la pression des Huns, certains groupes de Sarmates participent aux migrations et s'installent sur le territoire romain. La notice des Dignités (Notitia dignitatum) mentionne une préfecture des Sarmates et des Taïfales en Gaule, dans la Pictonie gauloise (Pictavis gallia, l'actuel Poitou) où ils sont installés en tant que colons avec le statut de gentiles. Trois des cinq communes nommées Sermaise en France doivent leur nom à ces groupes de Sarmates.

### Période des Goths
Une partie des Sarmates est soumise par les Goths entre 200 et 300. Au IVe siècle, les principaux groupes sarmates sont alors les Roxolans et les Iazyges de Pannonie, à la frontière romaine, et les Alains d'Ukraine et de Russie méridionale, voisins des Ostrogoths et des Taïfales.
En 376, les Sarmates de la mer Noire s'allient aux Huns pour détruire le royaume des Goths puis participent aux invasions hunniques du Ve siècle en Europe occidentale.

## Culture
En raison de la période et de l'aire géographique concernées, plusieurs cultures ont été attribuées aux Sauromates protohistoriques et aux Sarmates : entre autres, culture de Prokhorovka et « culture sarmate moyenne » (IIe siècle av. J.-C.). Toutefois certains traits sont caractéristiques. La culture sarmate des origines semble avoir conféré aux femmes une importance égale aux hommes, du moins dans l'aristocratie guerrière. Au IIe siècle, une reine sarmate, Amagê, est connue, indiquant peut-être une permanence de ce trait culturel. D’après Hérodote, les femmes sarmates suivaient leurs maris à la chasse et à la guerre, et s'habillaient comme eux. Ils se distinguent, notamment des Celtes, par leur goût pour la chair et le sang de cheval et pour le lait de jument.
À l'époque romaine, la célèbre cavalerie lourde sarmate témoigne de l'importance de la culture guerrière de ce peuple.

## Héritage
Sur le plan militaire, et par l'intermédiaire des Goths qui furent influencés par leur mode de combat, les Sarmates seraient à l'origine de la cavalerie lourde.
En géologie, un paléocontinent protérozoïque correspondant au socle rocheux situé au nord de la mer Noire a été appelé Sarmatia d'après le peuple des Sarmates. Les géologues et les paléo-géographes appellent « mer Sarmatique » l'étendue d'eau recouvrant, au Cénozoïque, les actuels mer Noire, Ukraine, Sud de la Russie, mer Caspienne et mer d'Aral. Les géographes appellent « Sarmatie » la grande plaine de Pologne orientale, de Biélorussie et d'Ukraine, et utilisent l'adjectif « sarmatique » pour divers marécages comme les marais du Pripiat, biotopes, ensembles faunistiques ou forêts primaires comme celle de Bialowieza.
Le nom des Sarmates est à l'origine de nombreux toponymes. En Dacie, on leur doit le nom de la cité de Sarmizégétuse. Dans l'Empire romain d'Occident, les noms de Sermizelles (Sarmisola XIIe siècle), Salmaise, Sermaise, Sermaize, Sermoise, Sermiers, Sermérieu et quelques autres, qui remontent tous au nom originel Sarmatia (fundum ou villa), témoignant de la présence de Sarmates déditices en Gaule belgique et Gaule lyonnaise antiques.
Plusieurs dénominations distinguent des peuples sarmatiques dans la bibliographie et ont elles aussi laissé des toponymes :
- Alains (en grec Ἀλανοί, dérivant de l'iranien Arya ou Yârya signifiant « nobles »[26], à l'origine des toponymes de Dār-e Alān, d'Alanie du nord et d'Alanie du sud dans le Caucase) ;
- Jazygues, Iaziges, Iazyges, Lazygues, Iasses, Jasses, Jassics ou Jasones (en grec Ιάσωνες, de la racine indo-européenne Yâsia, Yârya, Yrætta signifiant également « nobles », à l'origine des toponymes Jász ou Jassie en Hongrie et Iași ou Jassy en Roumanie) ;
- Ossètes ou Ossèbes (en géorgien ოსეთი ou ოსები, autres variantes de Yâsia, à l'origine du toponyme Ossétie en Russie et Géorgie) ;
- Roxolans, Roxolanes, Roxelanes (signifiant « brillants », à l'origine des prénoms Roxane, Roxelane, Oxana…).

Un mouvement culturel polonais, appelé sarmatisme, fondé sur l'ancienne croyance protochroniste selon laquelle la Szlachta (aristocratie polonaise) descendrait en droite ligne des Sarmates, se répand de la fin du XVIe siècle jusqu’à la deuxième moitié du XVIIIe siècle dans la république des Deux Nations. Cette idée exerce alors une influence considérable sur les mœurs et l'idéologie de la noblesse polonaise, et influence aussi la littérature baroque sous la Rzeczpospolita. 
Reprenant une thèse sur les origines historiques de la légende arthurienne, le film Le Roi Arthur, réalisé en 2004 par Antoine Fuqua, présente une version qui fait d'un groupe d'enrôlés Sarmates les premiers chevaliers de la table ronde.
Concernant les arts séquentiels, dans Astérix et la Transitalique (2017), deux concurrents sarmates disputent la Transitalique. L'album Astérix et le Griffon (2021) se déroule au pays des Sarmates.